# Manuel Sanchís Martínez
Manuel Sanchís Martínez (Alberic, 26 marzo 1938 – Madrid, 28 ottobre 2017) è stato un calciatore spagnolo, di ruolo difensore.
Anche suo figlio Manuel Sanchís Hontiyuelo è stato un calciatore.

## Carriera
Nato nella provincia di Valencia, fu tra i componenti della formazione titolare del Real Madrid degli anni sessanta e contribuì a conquistare quattro campionati di Primera División spagnola, una Coppa del Generalissimo e una Coppa dei Campioni, quando faceva parte del Real Madrid de los Yé-yé.
Durante la sua carriera nel Real Madrid giocò 143 partite nella Liga e 35 partite nelle Coppe europee.
Oltre a giocare nel Real Madrid difese anche i colori del CD Condal, Real Valladolid e Córdoba CF.
Giocò anche 11 volte nella Nazionale spagnola e partecipò ai campionato mondiale di calcio 1966, segnando un gol nella fase a gruppi contro la Svizzera (2-1 per la Spagna il punteggio finale).

## Palmarès

### Competizioni nazionali
- Campionato spagnolo: 4

Real Madrid: 1964-1965, 1966-1967, 1967-1968, 1968-1969
- Coppa di Spagna: 1

Real Madrid: 1969-1970

### Competizioni internazionali
- Coppa dei Campioni: 1

Real Madrid: 1965-1966